# 矢賀駅

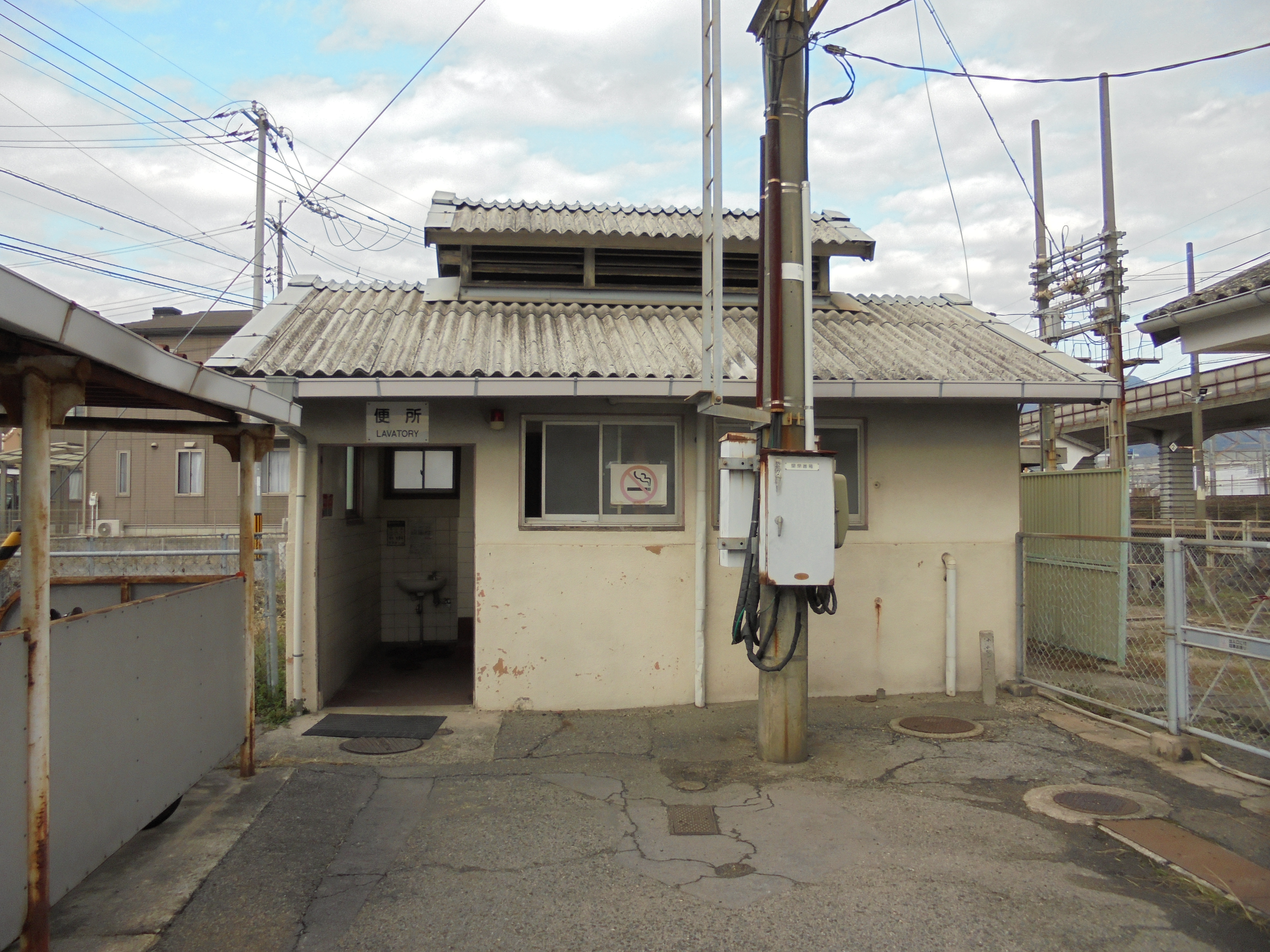
トイレ

矢賀駅（やがえき）は、広島県広島市東区矢賀五丁目にある、西日本旅客鉄道（JR西日本）芸備線の駅である。駅番号はJR-P02。

## 歴史
- 1929年（昭和4年）3月20日：芸備鉄道の停留場として開業[2]。ガソリンカー専用。
- 1937年（昭和12年）7月1日：芸備鉄道買収により国有化[2]。駅に昇格[2]の上、国鉄芸備線の駅となる。引続きガソリンカー専用。
- 1941年（昭和16年）8月10日：ガソリンカー廃止により、営業を休止する[2]。
- 1942年（昭和17年）10月28日：矢賀信号場として復活[2]。
- 1943年（昭和18年）4月2日：矢賀駅に昇格[2]。
- 1972年（昭和47年）9月1日：国鉄（→JR）の特定都区市内制度導入に伴い、「広島市内」の駅となる[4]。
- 1984年（昭和59年）2月1日：荷物扱い廃止[2]。
- 1987年（昭和62年）4月1日：国鉄分割民営化により西日本旅客鉄道（JR西日本）に継承[2]。
- 2004年（平成16年）10月：窓口営業時間中に、閉鎖時間帯を導入。
- 2007年（平成19年）
  - 6月22日：ICOCA対応簡易型自動改札機を設置。
  - 7月26日：みどりの窓口営業開始。
  - 9月1日：ICカード「ICOCA」の利用が可能となる。
- 2018年（平成30年）7月6日 - 22日：豪雨災害により営業休止。
- 2023年（令和5年）
  - 9月30日：みどりの窓口の営業を終了[3][5]。
  - 10月1日：終日無人化[3]。

## 駅構造
島式ホーム1面2線を有する列車交換可能な地上駅である。
無人駅である。無人化される前までは、JR西日本中国交通サービスによる業務委託駅で、みどりの窓口が設置されていた。
ICOCA（相互利用可能ICカードはICOCAの項を参照）が利用可能。
JRの特定都区市内制度における「広島市内」の駅である。
駅舎は線路の西側に位置しているため、東側（イオンモール広島府中方面）から行き来する場合は踏切を渡る必要がある。また駅舎とホームは跨線橋により連絡している。
トイレは改札外にあるが、個室内にトイレットペーパーは設置されていないため注意が必要。

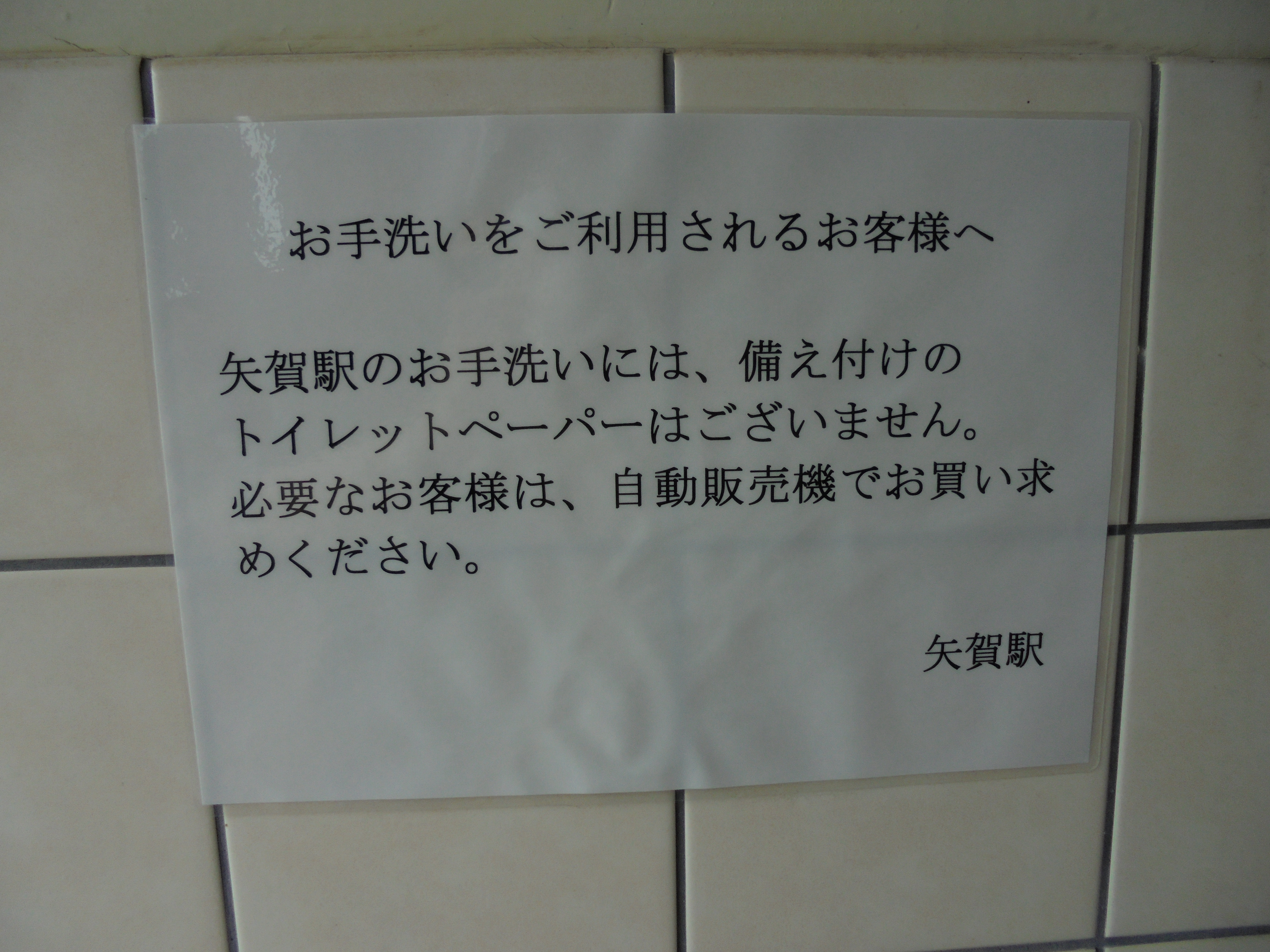
トイレットペーパーの備え付けがないことを知らせる貼り紙

広島駅 - 当駅間は、山陽新幹線博多総合車両所広島支所への回送のための高架線や広島車両所への引込線と併走しており、当駅の北側（戸坂駅側）には博多総合車両所広島支所内に繋がる側線も分岐している。

### のりば
| のりば | 路線   | 方向 | 行先             |
| ------ | ------ | ---- | ---------------- |
| 1      | 芸備線 | 上り | 志和口・三次方面 |
| 2      | 芸備線 | 下り | 広島行き         |

## 利用状況
以下の情報は、広島市統計書及び広島市勢要覧に基づいたデータである。
| 年度               | 1日平均 乗車人員 | 1日平均 降車人員 |
| ------------------ | ---------------- | ---------------- |
| 1947年（昭和22年） | 1,263            | -                |
| 1948年（昭和23年） | 1,640            | -                |
| 1949年（昭和24年） | 2,134            | -                |
| 1950年（昭和25年） | 1,511            | -                |
| 1951年（昭和26年） | 927              | 901              |

| 年度               | 1日平均 乗車人員 | 年度毎 乗客数 | 年度毎 降車数 |
| ------------------ | ---------------- | ------------- | ------------- |
| 1952年（昭和27年） | 728.6            | 265,936       | -             |
| 1953年（昭和28年） | 518.4            | 189,232       | -             |
| 1954年（昭和29年） | 407.8            | 148,840       | -             |
| 1955年（昭和30年） | 279.9            | 102,429       | -             |
| 1956年（昭和31年） | 272.8            | 99,573        | -             |
| 1957年（昭和32年） | 258.2            | 94,229        | -             |
| 1958年（昭和33年） | 217.0            | 79,188        | 80,354        |
| 1959年（昭和34年） | 168.8            | 61,778        | 67,691        |
| 1960年（昭和35年） | 171.5            | 62,601        | 70,963        |
| 1961年（昭和36年） | 209.0            | 76,299        | 75,459        |
| 1962年（昭和37年） | 242.4            | 88,481        | 82,886        |

以上の1日平均乗車人員は、年度毎乗客数を365（閏年が関係する1955・1959年は366）で割った値を、小数点第二位で四捨五入。小数点一位の値にしたものである。
| 年度               | 1日平均 乗車人員 | 年度毎 総数 | 定期券 総数 | 普通券 総数 |
| ------------------ | ---------------- | ----------- | ----------- | ----------- |
| 1963年（昭和38年） | 250.2            | 183,145     | 134,842     | 48,303      |
| 1964年（昭和39年） | 265.7            | 193,988     | 145,456     | 48,532      |
| 1965年（昭和40年） | 295.7            | 215,883     | 159,010     | 56,873      |
| 1966年（昭和41年） | 294.5            | 214,989     | 156,984     | 58,005      |
| 1967年（昭和42年） | 299.2            | 219,039     | 146,896     | 72,143      |
| 1968年（昭和43年） | 272.3            | 198,808     | 136,994     | 61,814      |
| 1969年（昭和44年） | 262.1            | 191,332     | 128,392     | 62,940      |
| 1970年（昭和45年） | 308.2            | 224,956     | 145,584     | 79,372      |
| 1971年（昭和46年） | 345.7            | 253,047     | 155,280     | 97,767      |
| 1972年（昭和47年） | 429.0            | 313,152     | 177,266     | 135,886     |
| 1973年（昭和48年） | 563.1            | 411,037     | 208,100     | 202,937     |
| 1974年（昭和49年） | 695.4            | 507,677     | 242,200     | 265,477     |
| 1975年（昭和50年） | 917.2            | 671,366     | 242,106     | 429,260     |
| 1976年（昭和51年） | 750.2            | 547,649     | 254,254     | 293,395     |
| 1977年（昭和52年） | 683.7            | 499,095     | 254,506     | 244,589     |
| 1978年（昭和53年） | 718.1            | 524,215     | 303,322     | 220,893     |

以上の1日平均乗車人員は、乗車数と降車数が同じであると仮定し、年度毎総数を365（閏年が関係する1963・1967・1971・1975年は366）で割った後で、さらに2で割った値を、小数点第二位で四捨五入。小数点一位の値にしたものである。
| 年度                | 1日平均 乗車人員 |
| ------------------- | ---------------- |
| 1979年（昭和54年）  | 779              |
| 1980年（昭和55年）  | 713              |
| 1981年（昭和56年）  | 667              |
| 1982年（昭和57年）  | 642              |
| 1983年（昭和58年）  | 597              |
| 1984年（昭和59年）  | 631              |
| 1985年（昭和60年）  | 547              |
| 1986年（昭和61年）  | 539              |
| 1987年（昭和62年）  | 565              |
| 1988年（昭和63年）  | 676              |
| 1989年（平成 元年） | 665              |
| 1990年（平成02年）  | 750              |
| 1991年（平成03年）  | 785              |
| 1992年（平成04年）  | 812              |
| 1993年（平成05年）  | 827              |
| 1994年（平成06年）  | 899              |
| 1995年（平成07年）  | 885              |
| 1996年（平成08年）  | 930              |
| 1997年（平成09年）  | 913              |
| 1998年（平成10年）  | 908              |
| 1999年（平成11年）  | 941              |
| 2000年（平成12年）  | 926              |
| 2001年（平成13年）  | 893              |
| 2002年（平成14年）  | 863              |
| 2003年（平成15年）  | 885              |
| 2004年（平成16年）  | 818              |
| 2005年（平成17年）  | 738              |
| 2006年（平成18年）  | 748              |
| 2007年（平成19年）  | 786              |
| 2008年（平成20年）  | 801              |
| 2009年（平成21年）  | 825              |
| 2010年（平成22年）  | 838              |
| 2011年（平成23年）  | 843              |
| 2012年（平成24年）  | 867              |
| 2013年（平成25年）  | 856              |
| 2014年（平成26年）  | 856              |
| 2015年（平成27年）  | 929              |
| 2016年（平成28年）  | 1,001            |
| 2017年（平成29年）  | 1,000            |
| 2018年（平成30年）  | 930              |
| 2019年（令和 元年） | 981              |
| 2020年（令和02年）  | 791              |
| 2021年（令和03年）  | 812              |
| 2022年（令和04年）  | 860              |

乗車数グラフ

## 駅周辺
広島市に位置するが、安芸郡府中町との境界にも近い。
- JR西日本博多総合車両所広島支所・広島新幹線運転所
- JR貨物 広島車両所
- イオンモール広島府中
  - 広島バルト11
- 広島駅弁当（ひろしま駅弁）本社
- サンリブ府中
  - ダイソー
- 広島市立矢賀小学校
- 広島市立矢賀幼稚園
- 広島県道70号広島中島線
- 広電バス・広島バス「矢賀駅入口」停留所
- 広島高速2号線 矢賀出入口（仁保JCT方面）
- 広島高速1号線 間所出入口（山陽自動車道広島東IC方面）

### 路線バス
矢賀駅の駅舎から踏切を挟んで南東へ約250mの広島県道70号広島中島線沿いに広電バスと広島バスの「矢賀駅入口」停留所がある。
- 広電バス[7] 2 （市役所前・）県庁前 - 八丁堀 - 広島駅 - 矢賀入口 - 矢賀新町2丁目 - 矢賀駅入口 - 温品4丁目（・府中山田）
- 広島バス[8] 29 広島バスセンター - 八丁堀 - 広島駅 - 矢賀入口 - 矢賀新町2丁目 - 矢賀駅入口 - 温品4丁目 - 小河原車庫

また、矢賀駅から南へ約600mの広島県道70号広島中島線沿いに「矢賀新町二丁目」停留所があり、高速バス 竹原-広島線「かぐや姫号」（竹原駅・竹原フェリー前・忠海駅方面）も発着する。なお、「矢賀入口」停留所は、矢賀駅から南西へ約700mの広島県道84号東海田広島線沿いに位置する。

## 隣の駅
西日本旅客鉄道（JR西日本）
 芸備線
■快速「みよしライナー」・■普通
戸坂駅 (JR-P03) - 矢賀駅 (JR-P02) - （（貨）広島貨物ターミナル駅） - 広島駅 (JR-P01)
- ただし、芸備線から広島貨物ターミナル駅への出入りは配線上不可能となっており、現在は書類上での山陽本線との分岐点に過ぎない（線路名称上、広島貨物ターミナル駅 - 広島駅は山陽本線・芸備線の二重戸籍扱い）。

戦前、当駅 - 戸坂駅間に安芸中山駅と石ヶ原駅が存在した。いずれも当時の当駅と同様のガソリンカー専用駅で、1941年（昭和16年）8月10日、戦時体制下における燃料事情の悪化によるガソリンカーの廃止により、当駅とあわせて営業を休止した。
また、芸備鉄道時代には当駅と広島駅の間に貨物専用の東広島駅が存在したが、1937年（昭和12年）7月1日の国有化と同時に廃止された。東広島駅には芸備鉄道の本社があり、東広島 - 広島間の旅客営業開始まで芸備鉄道の旅客列車のターミナル駅だった。

## 参考書籍
- 各 広島市統計書
- 各 広島市勢要覧